# Félix Picon
Philippe Félix Émile Picon (* 4. Oktober 1874 in Constantine, Algerien; † 4. Dezember 1922 in Bordeaux) war ein französischer Segler.

## Erfolge
Félix Picon, der für den Cercle de la Voile d’Arcachon segelte, nahm an den Olympischen Spielen 1920 in Antwerpen teil, bei denen er neben Robert Monier Crewmitglied der Rose Pompon unter Skipper Albert Weil war. Der einzige Konkurrent bei der Regatta war das niederländische Boot Oranje von Skipper Joop Carp. Da sich die Rose Pompon wegen Problemen mit dem Zoll verspätete, wurde die erste von drei Wettfahrten nicht ausgetragen. Die zweite und dritte Wettfahrt gewann jeweils die Oranje, sodass Picon, Monier und Weil die Silbermedaille erhielten.
Picons Vater war Weinhändler, dem er später in die Region Bordeaux folgte.